# Marco D’Altrui
Marco D’Altrui (ur. 25 kwietnia 1964 w Neapolu) – włoski piłkarz wodny. Złoty medalista olimpijski z Barcelony.
Mierzący 175 cm wzrostu zawodnik brał udział w trzech igrzyskach z rzędu (IO 84, IO 88, IO 92), złoto zdobywając w czasie swego ostatniego startu. Był złotym medalistą mistrzostw świata w 1994 oraz mistrzem Europy w 1993. W kadrze rozegrał 367 spotkań.
Jego ojciec Giuseppe także był waterpolistą i mistrzem olimpijskim (IO 60). Prowadził syna w klubie, Pescarze. W 2010 obaj zostali przyjęci do International Swimming Hall of Fame.